# Neolentinus cirrhosus
Neolentinus cirrhosus är en svampart som först beskrevs av Elias Fries, och fick sitt nu gällande namn av Redhead & Ginns 1985. Neolentinus cirrhosus ingår i släktet Neolentinus och familjen Polyporaceae.   Inga underarter finns listade i Catalogue of Life.